# Juhász Adrienn
Juhász Adrienn (Miskolc, 1978. szeptember 19.) magyar színésznő.

## Életpályája
A miskolci Zrínyi Ilona Gimnázium ének-zene tagozatán érettségizett. Érettségi után azonnal elkezdte tanulmányait a Miskolci Nemzeti Színházban. A stúdió befejezése után az anyaszínházhoz szerződött, és még 2 évig maradt. Saját elhatározásából lépett tovább, és a 2002/2003-as évadban már a Nemzeti Kamara Színház tagja lett, melyet Usztics Mátyás vezetett. 2005 nyarán válogatásra hívták a Jóban Rosszban című sorozatra, ahol megkapta Elvira nővér szerepét, amelyet azóta is játszik. Legújabb színházi munkája Ditzendy Attila: Utolsó dobás - Theatroll című darabjának női főszerepe a budapesti Tér Színházban.

## Színpadi szerepei
- Kodály Zoltán: Székelyfonó....Néma szereplő (Szolnoki Szigligeti Színház)
- John Kander–Fred Ebb: Chicago....Mama Morton (Székesfehérvári Vörösmarty Színház)

### Miskolci Nemzeti Színház
- Katona József: Bánk bán... Udvarhölgy
- Szirmai Albert–Gábor Andor: Mágnás Miska... Leány
- Lehár Ferenc: A mosoly országa... Közreműködő
- Lehár Ferenc: A víg özvegy... Lány
- Leonard Bernstein: West Side Story... Jet Lány
- Fazekas Mihály–Schwajda György: Lúdas Matyi... Leány
- Grimm fivérek: Csipkerózsika... Cseléd
- Alan Alexander Milne: Micimackó... Zsebibaba
- Eisemann Mihály: Fekete Péter... Marie
- Molnár Ferenc: Üvegcipő... Viola
- Bertolt Brecht: A szecsuáni jóember... Asszony
- Vörösmarty Mihály: Csongor és Tünde... Ledér

### Nemzeti Kamara Színház
- Süt a nap (Előadó)
- Egy estém otthon (Előadó)
- Ki kérdezett (Előadó)
- Wass Albert felolvasóest (Előadó)
- Négyszögletű Kerek Erdő (Aromó)
- Kocsonya Mihály házassága (Bora)

## Filmes munkák
- Jóban Rosszban televíziós sorozat (Elvira nővér)
- Muzsikáló erdő (mesejáték)